# Nissan Wingroad (третье поколение)
Nissan Wingroad и Nissan AD третьего поколения (яп. 日産・ウィングロード Уингуро:до и яп. 日産・エーディー Э:дэ; код кузова Y12) — компактные универсалы, выпускаемые японской компанией Nissan для японского внутреннего рынка с 2005 года. Wingroad, снятый с производства в 2018 году, является пассажирской моделью, а ныне выпускаемый AD — коммерческой. На базе модели AD свои универсалы выпустили другие японские производители: Mazda (под названием Familia Van) и Mitsubishi (под названием Lancer Cargo). В модельном ряду эти модели сменили автомобили второго поколения. В их основе лежит разработанная совместно с Renault платформа Nissan B.
Презентация третьего поколения Wingroad состоялась 14 ноября 2005 года, продажи автомобиля начались в тот же день. В течение следующих лет выпуска было создано несколько специальных версий автомобиля. Подразделение Nissan — Autech — выпускало несколько специальных версий автомобиля. Выпуск Wingroad был прекращён в марте 2018 года. Коммерческая модель, получившая название AD, была представлена 20 декабря 2006 года. Реализация Mazda Familia Van началась 24 января 2007 года, а Mitsubishi Lancer Cargo — с осени 2008 года.
За первые 9 лет производства было продано 129 тысяч автомобилей Wingroad. Различные автомобильные издания оценили модель положительно, отмечая её дизайн и практичность в салоне, но одновременно с этим — не очень удобную работу вариатора и несколько тугую управляемость. Модель дважды отзывалась — в 2011 году из-за проблемы с педалью тормоза и в 2018 году из-за проблемы с замком зажигания.

## История

### Wingroad (2005)

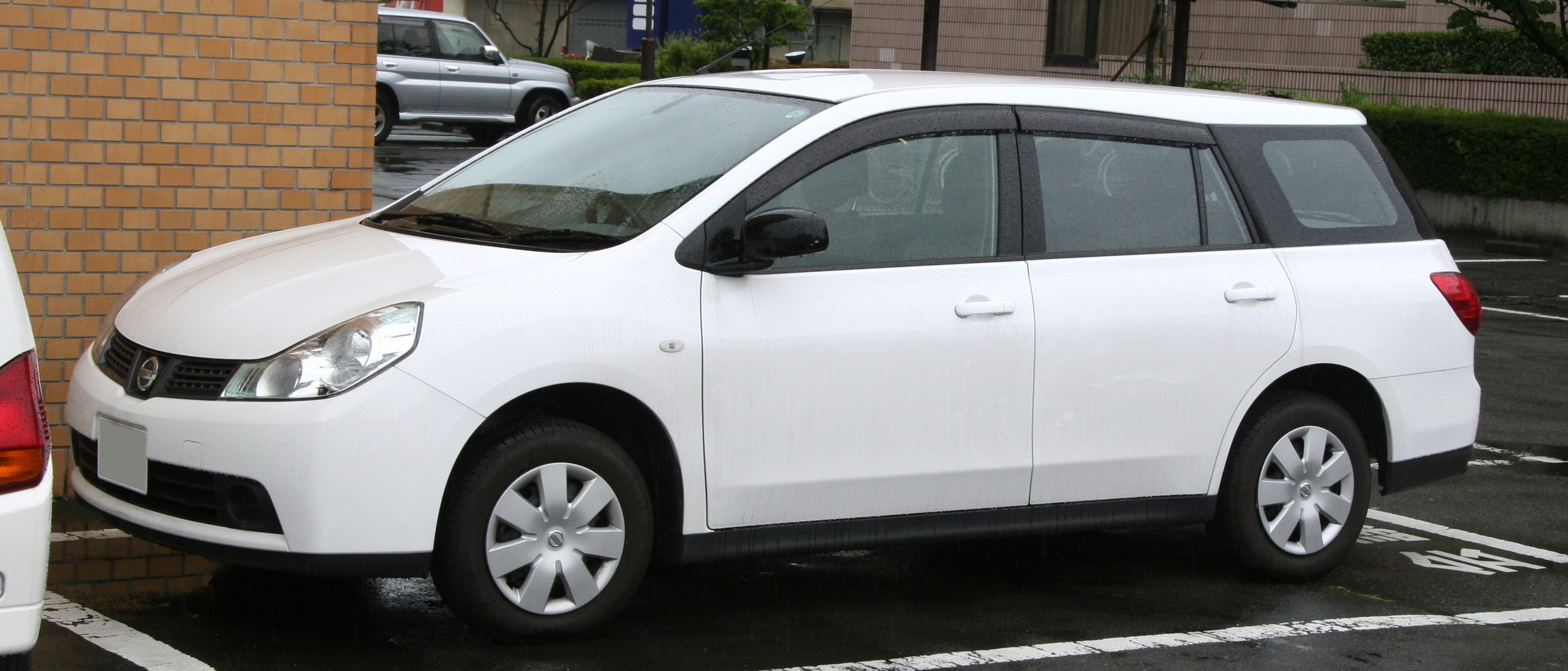
Модель в версии authentic

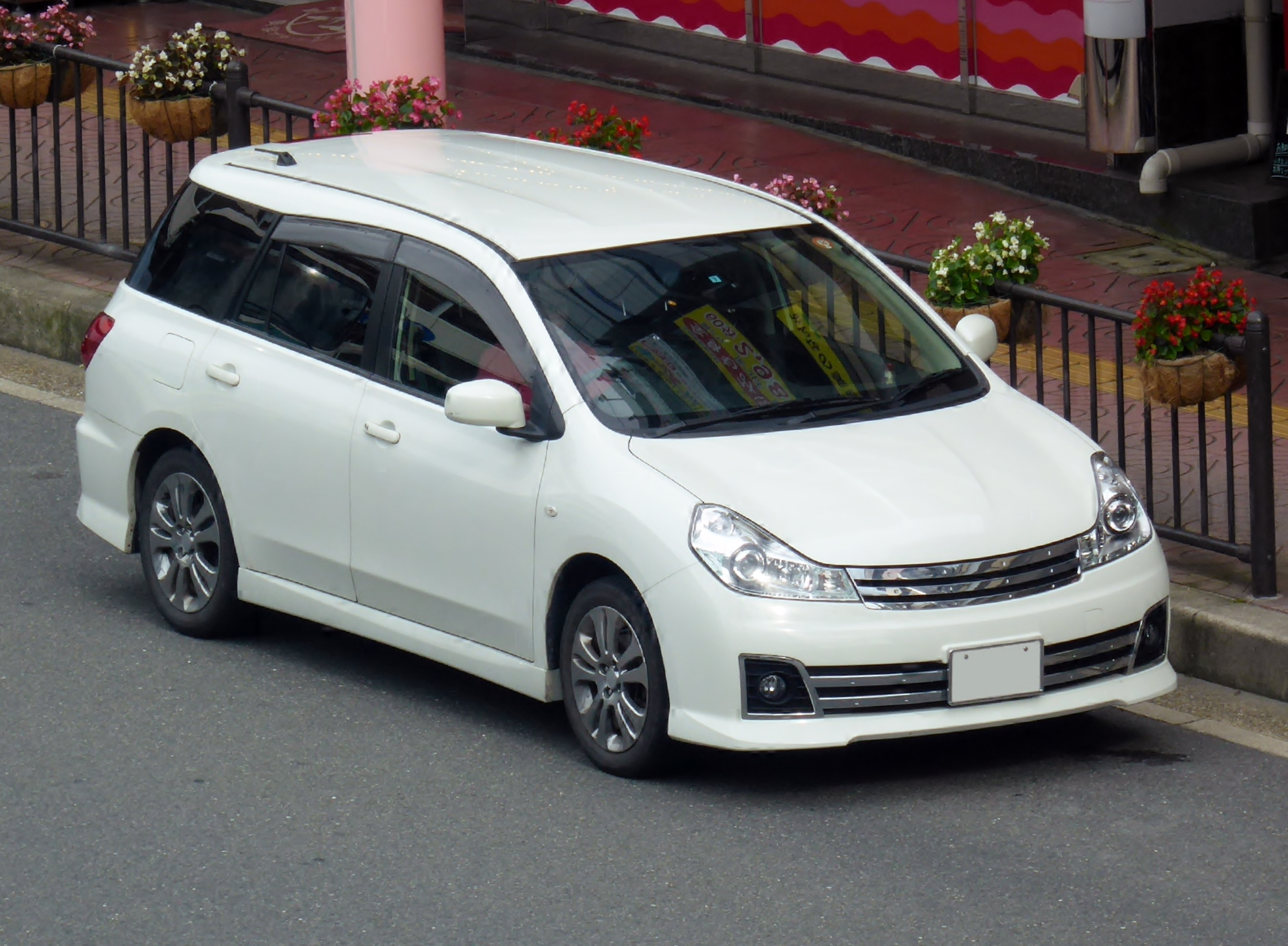
Wingroad Rider (2005)

Официальная презентация модели Wingroad третьего поколения состоялась в Токио 14 ноября 2005 года (а посвящённые запуску новой модели мероприятия проходили по стране 19 и 20 ноября 2005 года), продажи нового автомобиля начались в тот же день у всех официальных дилеров Nissan. Официальный слоган модели — «SHIFT_FUNction» («превосходя функции») Согласно первоначальным планам, планировалось продавать по 3500 автомобилей в месяц. Стоимость автомобиля составляла от 1 493 100 до 1 892 100 иен. Все модели Wingroad уже на старте продаж были классифицированы как «автомобили с супер-ультранизкими выбросами», поскольку их выбросы NO2 на 75% ниже максимальных выбросов, установленных нормами 2005 года. По словам компании, у Wingroad по состоянию на 2005 год была лучшая экономичность в своём классе. Модели 18RX, 18 RX Aero и 15RS соответствовали экологическим стандартам 2010 года, а остальные и вовсе были ниже максимального значения на 5%. Всё это давало владельцам Wingroad льготы в рамках японского «зелёного налога». 
Вместе со стандартной моделью фирма Autech, являющаяся подразделением Nissan, выпустила тюнингованную версию универсала, получившую название Autech Wingroad Rider (яп. ウィングロードライダー Уингуро:до Райда:). Она отличается от стандартной модели эксклюзивными передним и задним бамперами, накладками на пороги (всё это улучшает аэродинамику модели) и решёткой радиатора. Салон модели всюду обшит чёрной высококачественной тканью, что, по словам компании, придаёт интерьеру спортивный вид. Автомобиль отличается и технически: на него установлены особые шины и перенастроенная спортивная подвеска, обеспечивающая более чёткую и отзывчивую управляемость, а также более комфортную езду. Модель отличается и оборудованием: на неё устанавливалась (по словам компании, впервые в модельном ряду и на рынке в принципе) навигационная система с жёстким диском и поддержкой подключения iPod через AUX-вход, а также особая аудиосистема. Продажи модели начались в один день с обычной у всех официальных дилеров по цене от 1 991 850 до 2 201 850 иен. 29 мая 2006 года Autech выпустила ограниченную серию автомобилей Rider Alpha II, среди которых была представлена и модель Wingroad. Эта модель отличается от обычной подсветкой наружных накладок и напольных ковров в салоне. Вместе с Wingroad были выпущены модели Presage, Lafesta, Note, Cube, Cube Cubic и X-Trail.
В декабре 2006 года Autech выпустила ещё одну тюнингованную версию универсала, получившую название Autech Wingroad Axis. Отличий от базовой модели в ней куда больше, чем у версии Rider. В экстерьере автомобиль получил новую решётку радиатора и верхний молдинг капота, полностью окрашенный в цвет кузова передний бампер с накладками, передние противотуманные фары, накладки в цвет кузова на боковые пороги, окрашенный в цвет кузова задний бампер, эксклюзивные 16-дюймовые легкосплавные колёсные диски и шины Bridgestone Playz, особый шильдик и окрашенные в цвет кузова зеркала заднего вида с электроприводом складывания и возможностью дистанционного управления. В интерьере модели также полно заметных отличий от стандартной версии: бежевая обивка всех сидений, стоек и частично дверных панелей, отделка под дерево центральной консоли, пепельницы и рычага КПП, кожаная обшивка рулевого колеса, приборная панель чёрного цвета, отделка цвета «чёрное пианино» на рулевом колесе и вентиляционных отверстиях, особые лампы освещения салона и плакированные внутренние дверные ручки. В качестве дополнительной опции от фирмы Autech предлагалась эксклюзивная навигационная система с поддержкой CD и DVD-дисков с 6,5-дюймовым широкоформатным жидкокристаллическим экраном на центральной консоли, камерой заднего вида, радиосистемой с поддержкой AM/FM диапазонов и возможностью приёма телесигнала. Цены на модель на старте продаж варьировались от 1 755 600 до 2 115 750 иен.
11 сентября 2006 года Nissan выпустила две специальные версии Wingroad. Первая имеет название Wingroad Stylish Selection (яп. ウイングロードスタイリッシュセレクション Уингуро:до Сутайриссю Сэрэкусён). Она была разработана на базе модели в версии Aero и отличается спойлером на крыше, биксеноновыми фарами и противотуманными фарами в переднем бампере. Вторая носит название Wingroad V Selection (яп. ウィングロードVセレクション Уингуро:до V Сэрэкусён) и отличается дополнительным оборудованием: в её комплектацию входят окрашенные в цвет кузова зеркала заднего вида с дистанционным управлением и электроприводом складывания, радиосистема с поддержкой частот AM/FM и встроенным CD-приводом, система бесключевого доступа Nissan Intelligent Key и иммобилайзер. В её основе лежат модели в комплектациях 15RS и 15RS FOUR (разница в приводе, у версии FOUR он полный). Цена версии Stylish Selection варьировалась от 1 795 500 до 1 995 000 иен (на 102 900 иен дороже обычной версии), а цена версии V Selection — от 1 564 500 до 1 774 500 иен (на 71 400 иен дороже базовой модели).
23 января 2008 года Wingroad прошёл первое обновление. Коснулось оно в первую очередь экономичности. Модели в переднеприводных версиях 15M и 15M authentic, оборудованные двигателем HR15DE в сочетании с вариатором, получили новый режим измерения экономии топлива, названный «JC08». От прежнего «10.15» он отличается тем, что измеряет экономию топлива с учётом условий вождения, что приводит, по словам компании, к повышению фактической экономии топлива. В этом режиме экономия топлива измеряется и при прогреве двигателя. Для более быстрого прогрева двигателя (а как следствие — и для более высокой экономии топлива) был применён нагреватель топлива. Также была произведена модернизация бортовой системы диагностического контроля (OBD), что позволяет более точно определять уровень выбросов вредных веществ. Таким образом, расход топлива в режиме «10.15» составляет 5,2 л/100 км (19,2 км/л), а в режиме «JC08» — 6 л/100 км (16,6 км/л). Произошло также небольшое изменение в салоне: спинка кресла водителя получила новую обшивку. Цена обновлённой модели составляла от 1 564 500 до 1 926 750 иен. Обновление затронуло и две тюнингованные модели от Autech. Также данное подразделение Nissan 23 января 2008 года выпустило версию Wingroad для людей с ограниченными возможностями, получившую название Wingroad Enchante (яп. ウイングロード・アンシャンテ Уингуро:до Ансянтэ). Она отличается специальным пассажирским креслом с электроприводом. Оно управляется с помощью пульта дистанционного управления. С помощью электропривода кресло может поворачиваться, выдвигаться из салона и опускаться, причём конечное положение можно регулировать. Это позволяет удобно садиться и выходить из автомобиля инвалидам или пожилым людям. Также есть функция ускоренного движения, что позволяет выдвигать и задвигать сиденье на 20% быстрее. Цены на модель Enchante варьировались от 2 115 750 до 2 373 000 иен, на Rider — от 2 063 250 до 2 247 000 иен, на Axis — от 1 932 000 до 2 115 750 иен.
1 октября 2008 года Nissan обновила пять моделей в плане безопасности, в их число вошли Fuga, Sylphy, Tiida, Tiida Latio и Wingroad. Конкретно универсал Wingroad в стандартной комплектации стал оснащаться системой Intelligent Key и иммобилайзером двигателя, а модели с навигационной системой получили блок ETC, позволяющий автоматически дистанционно оплатить проезд по платной дороге. Также модель в некоторых комплектациях получила задние тонированные стёкла. Цена на модель составляла от 1 596 000 до 2 007 600 иен. 23 апреля 2009 года начался выпуск вновь обновлённой версии автомобиля. Вместе с шестью другими моделями (Cube, Note, X-Trail, Serena, Tiida и Tiida Latio) усовершенствованному автомобилю модифицировали двигатель, систему управления вариатора и управление питанием аккумулятора. Таким образом, Wingroad (и другие вышеперечисленные модели) за счёт увеличенной экологичности стал автомобилем, на который распространяются льготы в рамках японского «зелёного налога» (снижение на 50% или 75%). С 17 декабря 2008 по конец марта 2009 года в продаже была ограниченная версия Wingroad Plus Navi HDD Safety, основанная на моделях 15M и 15M FOUR и оснащавшаяся навигационной системой Car Wings с жёстким диском, а также шторками безопасности SRS и обтянутым кожей рулевым колесом. Цена за неё составляла 2 016 850 иен.
23 августа 2010 года Wingroad претерпел ещё одно индивидуальное обновление: интеллектуальная система кондиционирования воздуха, доступная на средних и топовых моделях, стала оснащаться плазменным генератором ионов Plasmacluster, очищающим воздух, уменьшающим запахи и увлажняющим кожу. Модели 18G, 15M и 15M FOUR получили новую ткань сидений и изменения в оснащении. Также был добавлен новый цвет кузова — синий «Steel Blue». Изменения коснулись также всех моделей Wingroad от Autech. Цена на модель составляла от 1 514 100 до 2 478 500 иен. 7 декабря 2010 года вышла специальная версия на базе модели 15M, получившая название Wingroad 15M V Limited. Она отличалась биксеноновыми фарами проекционного типа с системой автоматического выравнивания, легко счищаемым покрытием пола багажника и откидывающимся элементом, который позволяет сидеть на краю багажника как на скамейке. При этом на модели отсутствует аудиосистема, что позволило слегка снизить цену. Версия 15M V Limited предлагалась в шести цветах кузова, включая эксклюзивный «White Pearl». Цена составляла 1 895 250 иен, что на 47 250 иен выше базовой версии.
20 июня 2012 года Wingroad прошёл ещё одно обновление в плане безопасности: все модели в стандартной комплектации стали оснащаться трёхточечным ремнём безопасности с автоматической блокировкой натяжения (ELR) для центрального заднего сиденья, а также креплениями детских кресел Isofix. Изменилось и крепление для нового ремня. Это было сделано для соответствия автомобиля новым стандартам безопасности, вступившим в силу в июле 2012 года. Цена на обновлённый автомобиль составляла от 1 514 100 до 2 028 600 иен. Те же изменения претерпел и Wingroad Rider, цена на который составляла от 2 157 750 до 2 338 350 иен. Цена за обновлённую версию Enchante составляла от 2 210 250 до 2 474 850 иен. После 12 сентября 2014 года все модели Wingroad стали оснащаться системой Vehicle Dynamics Control (VDC), которая предотвращает занос автомобиля во время движения, а версии 15B и 15S получили коробку-вариатор вместо автоматической КПП, устанавливавшейся ранее. Цена стала составлять от 1 654 560 до 2 046 600 иен. Изменения коснулись и всех моделей Autech, стоимость которых составляла 2 354 400 иен для Rider, 2 338 200 для Enchante и 2 100 600 для версии с особым сиденьем водителя. Наконец, ещё одно небольшое обновление автомобиль получил 1 июня 2016 года. В результате этого обновления Wingroad в стандартной комплектации получил воздуховоды подогрева задней части салона, подогрев зеркал заднего вида и задние стальные стеклоочистители. Цены на модель стали составлять от 1 676 160 (15B) до 2 068 200 иен (15M V Limited). Изменения коснулись и моделей от Autech: цена на Wingroad Rider составляла 2 376 000 иен, а на Enchante — от 2 359 800 до 2 527 200 иен. После этого автомобиль выпускался ещё два года, пока его производство не было прекращено в марте 2018 года.

### AD/AD Expert (2006)

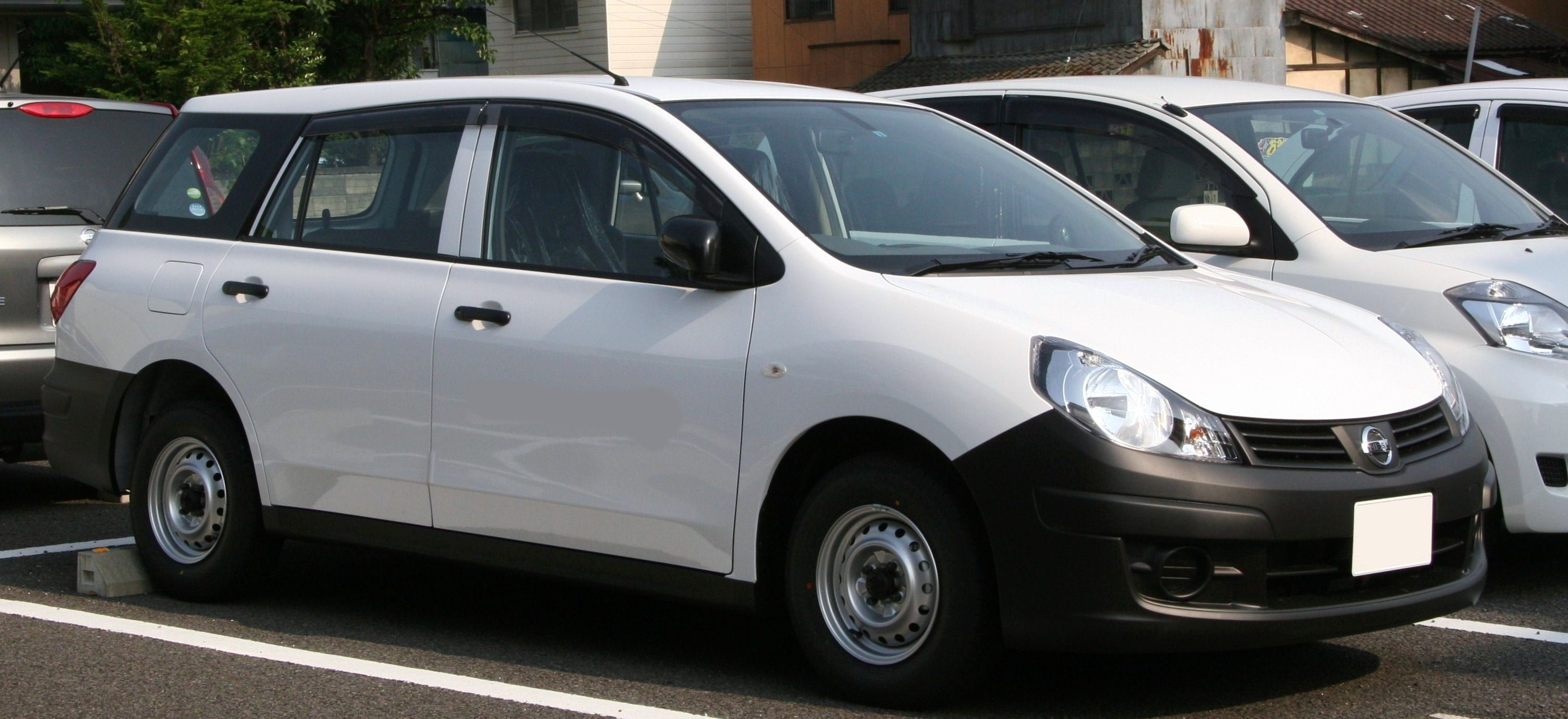
Nissan AD первых лет выпуска (2006)

Официальная презентация коммерческой модели, получившей, как и в прошлый раз, названия Nissan AD и Nissan AD Expert, состоялась 20 декабря 2006 года в Токио. Продажа новых моделей с передним приводом началась 19 января 2007 года. Цена на AD составляла от 1 218 000 до 1 357 650 иен, а на AD Expert — от 1 396 500 до 1 757 700 иен. Планировалось продавать около 3200 автомобилей в месяц. Первое время эти модели продавались параллельно со старыми (от прежней версии остались модели с полным приводом, модели с 1,5-литровым двигателем и механической коробкой передач, а также модели с двигателем, работающим на природном газе). Новые автомобили первое время комплектовались 1,2-литровым двигателем CR12DE, 1,5-литровым двигателем HR15DE либо 1,8-литровым двигателем MR18DE. Модели с 1,2 и 1,5-литровым двигателем получили экологический сертификат SU-LEV (что означает «автомобили с супер-ультранизкими выбросами»), поскольку их выбросы на 75% меньше максимально разрешённого значения, установленного нормами 2005 года. Модели с двигателем MR18DE получили сертификат U-LEV (то есть «автомобили с ультранизкими выбросами»), поскольку их выбросы на 50% меньше норм 2005 года. Также все модели получали льготы в рамках японского «зелёного налога», поскольку их выбросы были меньше на 10% (CR12DE и MR18DE) или 20% (HR15DE) норм 2010 года.

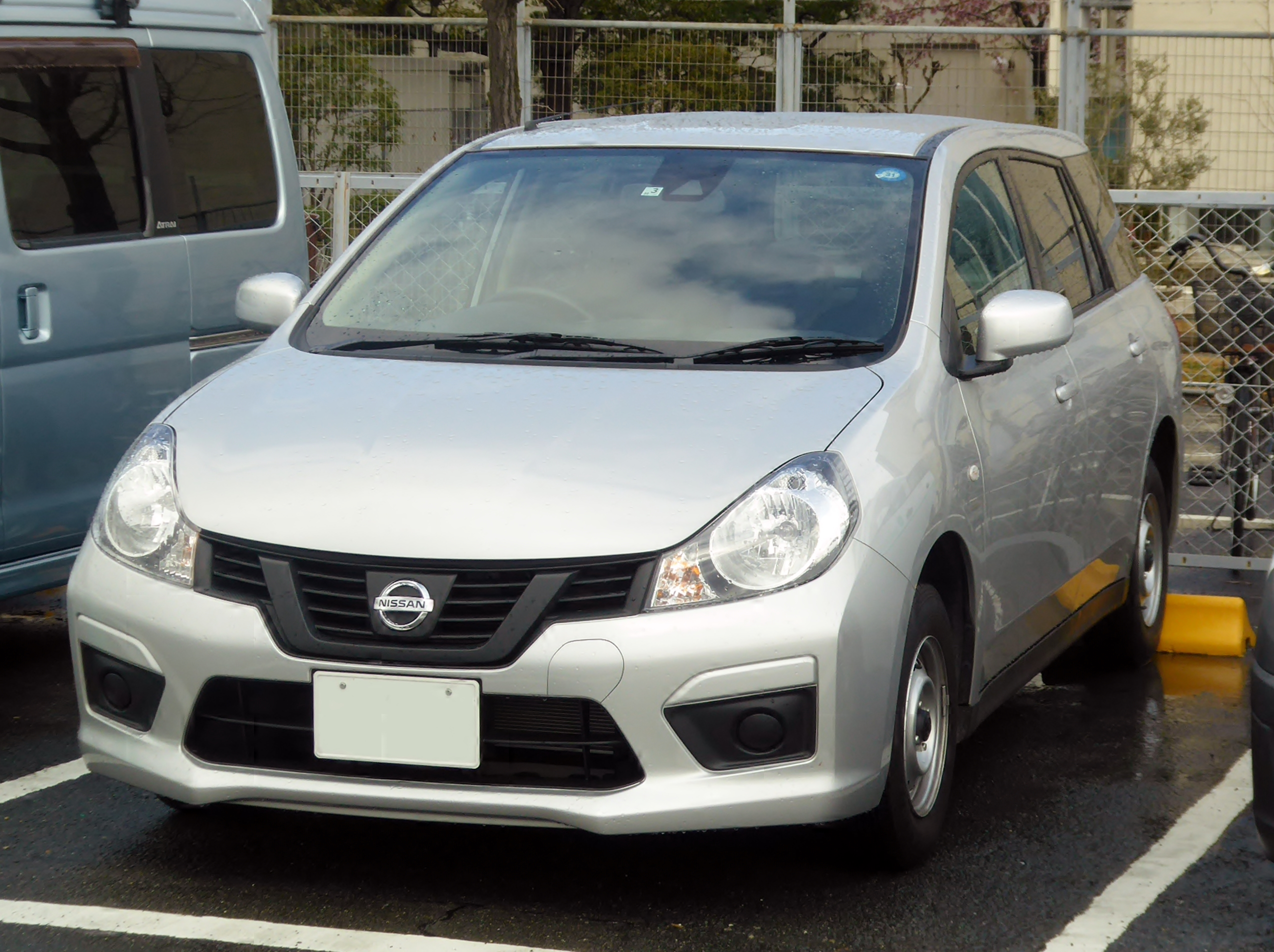
AD Expert после обновления 2016 года

20 мая 2013 года вышла обновлённая версия AD и AD Expert. Обновление в первую очередь затронуло экономию топлива. Модели, оснащённые 1,5-литровым двигателем HR15DE, получили вместо ранее устанавливавшейся автоматической коробки передач бесступенчатую трансмиссию, что улучшило расход топлива до 5,7 л/100 км (17,4 км/л) в режиме измерения «JCB08». Это избавило владельцев от налога на приобретение данной модели. Также на бортовом компьютере автомобиля появилась функция отображения среднего расхода топлива, мгновенного расхода топлива и запаса хода, а приборная панель стала чёрной. Цены на AD составляли от 1 452 150 (версия 1.5 DX) до 1 707 300 иен (версия 1.6 VE с полным приводом), на AD Expert — от 1 592 850 (версия 1.5 GX) до 1 899 450 (версия 1.8 VX) иен. Более крупное обновление было проведено 30 ноября 2016 года. AD и AD Expert получили новое наименование — NV150 AD. Модель получила систему экстренного торможения с функцией обнаружения пешеходов, систему предупреждения о сходе с полосы движения (LDW) и систему контроля динамики автомобиля (VDC). Впервые за 10 лет модели получили существенное изменение экстерьера: спереди на них были размещены новый бампер и решётка радиатора в стиле «V-motion», что сделало их схожими по дизайну с остальными, более новыми моделями того времени. В интерьере автомобили получили увеличенную панель приборов, более вместительный перчаточный ящик, а на переднеприводных моделях — ещё и новый подстаканник, рассчитанный в том числе на бумажные упаковки ёмкостью до 500 мл. Обновлённые модели поступили в продажу 26 декабря 2016 года по цене от 1 553 040 до 1 935 360 иен. По состоянию на июль 2023 года, модели AD и AD Expert всё ещё выпускаются под прежним названием (без приставки NV150) по цене от 1 787 500 иен. По словам издания «WebCG», по состоянию на 2021 год, на модель всё ещё присутствует большой корпоративный спрос.

#### Ребеджинговые версии

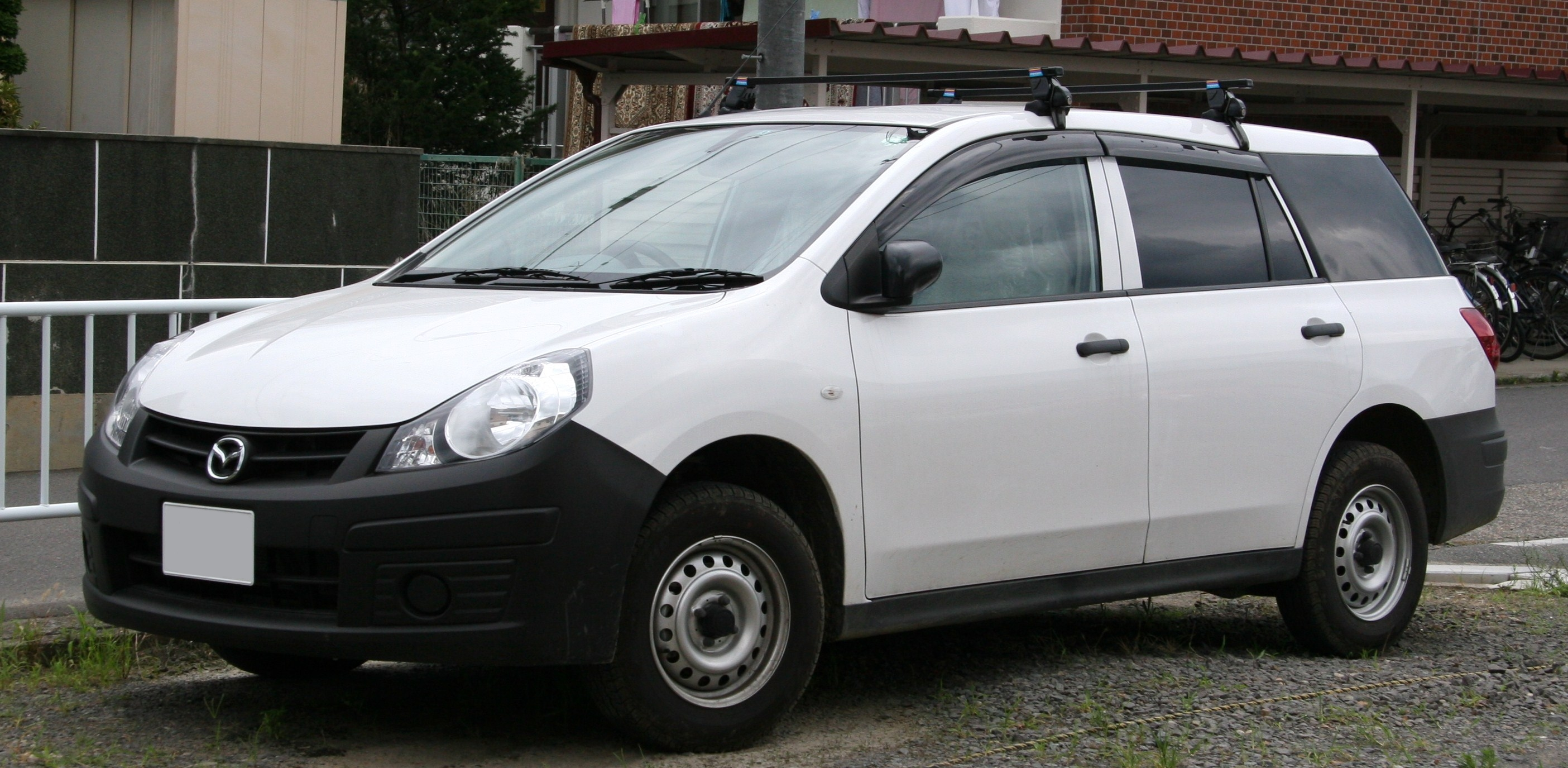
Mazda Familia Van первых лет выпуска (2007—2010)

27 января 2006 года Nissan и Mazda подписали соглашение, которое продлевает договор между компаниями 1994 года о взаимном OEM-производстве коммерческих моделей (Nissan с 1994 года выпускала под брендом Mazda в количестве 3000 автомобилей ежегодно свой универсал AD, а Mazda в свою очередь выпускала для Nissan в количестве 23 000 автомобилей в год модель Bongo под брендом Nissan Vanette). Согласно новому соглашению, третье поколение AD со второй половины должно было также выпускаться и под брендом Mazda. Спустя год, 24 января 2007 года, в Хиросиме состоялась официальная премьера Mazda Familia Van третьего поколения (яп. マツダ・ファミリアバン Фамириа Бан). В тот же день начались продажи модели по всей стране у дилеров Mazda и Mazda Anfini по цене от 1 175 000 до 1 722 000 иен без учёта налогов и от 1 233 750 до 1 808 100 иен с учётом налогов. Как и в случае с моделью AD, первое время модели с 1,5-литровым мотором и МКПП, а также модели на природном газе предыдущего поколения оставались в продаже параллельно с новыми.
25 августа 2010 года вышла слегка обновлённая версия автомобиля. Изменения произошли лишь с точки зрения оборудования: в стандартную комплектацию автомобиля стали входить передняя подушка безопасности для переднего пассажира и ручки над окнами всех пассажиров для держания. 28 мая 2013 года вышла обновлённая версия Lancer Cargo, её появление стало следствием вышеупомянутого обновления Nissan AD ранее в мае 2013 года: замена трансмиссии с автоматической на вариатор и улучшение тем самым на 16% экономичности автомобиля с 1,5-литровым мотором. Также на бортовом компьютере автомобиля появилась функция отображения среднего расхода топлива, мгновенного расхода топлива и запаса хода, а приборная панель стала чёрной. Цены на модель составляли от 1 467 900 (версия 1.5 DX) до 1 752 450 иен (версия 1.6 GX с полным приводом).

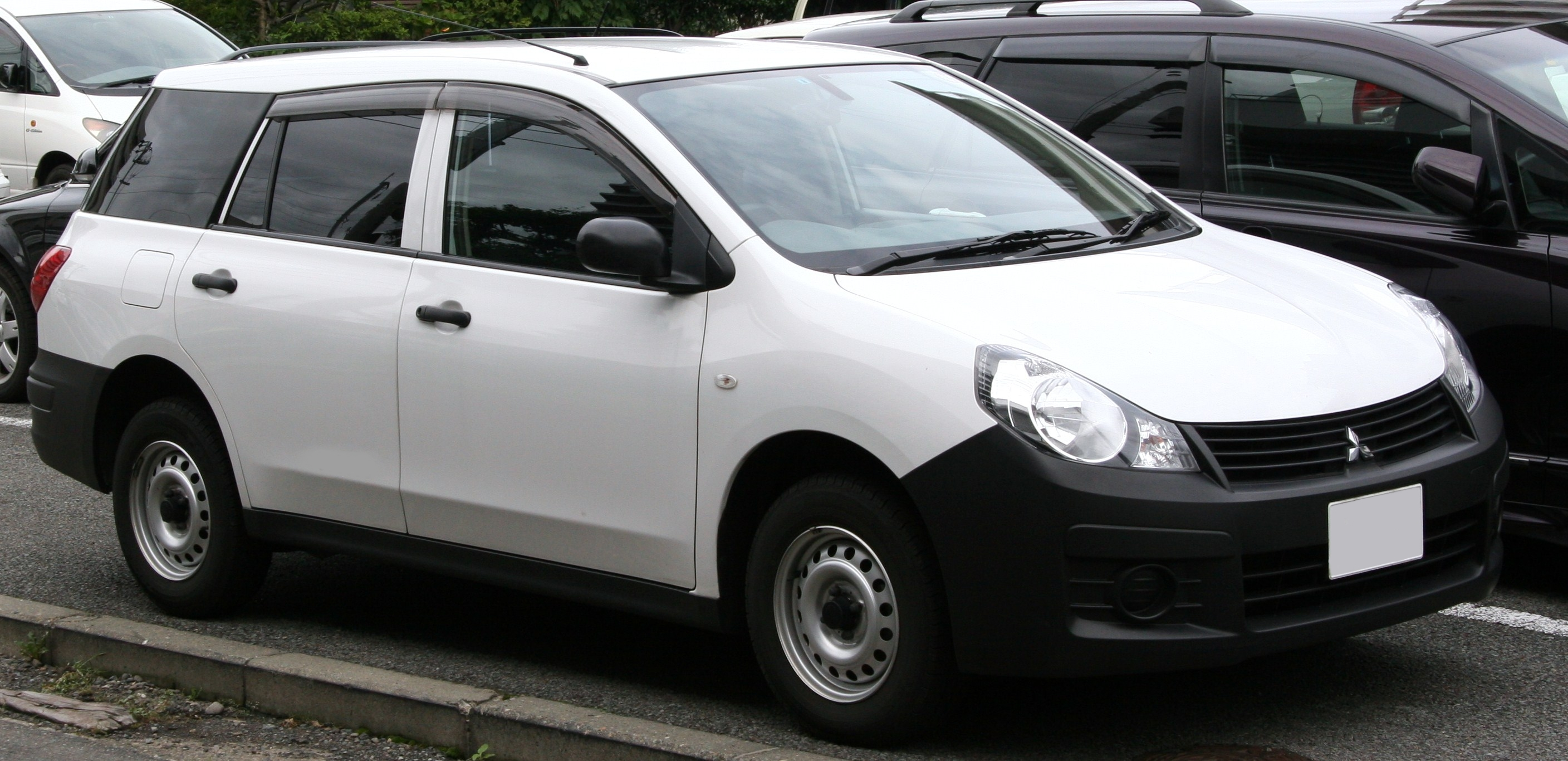
Mitsubishi Lancer Cargo образца 2007 года

Ещё одной ребеджинговой версией автомобиля стала Mitsubishi Lancer Cargo (яп. 三菱ランサーカーゴ Ранса: Ка:го; как понятно из происхождения модели, с обычным Lancer она не связана). Nissan и Mitsubishi по соглашению также выпускают по OEM-лицензии автомобили под брендами друг друга (например, Nissan в 2012 году выпускала модели NV200 и AD, а Mitsubishi — eK, Minicab и Pajero Mini). Соглашение между Nissan и Mitsubishi было подписано 3 апреля 2007 года, а поставка автомобилей в количестве 3000 машин в год началась осенью 2008 года. В апреле 2009 года Mitsubishi объявила о соблюдении новой системы «зелёного налога», в рамках которого налог на приобретение модели Lancer Cargo был снижен на 75%. 3 июня 2013 года вышла обновлённая версия Lancer Cargo, её появление стало следствием вышеупомянутого обновления Nissan AD в мае 2013 года: замена трансмиссии с автоматической на вариатор и улучшение тем самым на 16% экономичности автомобиля с 1,5-литровым мотором. Цены на модель составляли от 1 485 750 (версия 15S) до 1 799 700 иен (версия 16G с полным приводом).
4 февраля 2016 года модель прошла ещё одно обновление. В этот раз оно коснулось безопасности: автомобиль стал соответствовать техническим стандартам по защите пассажиров при фронтальных столкновениях, вступившим в силу 1 апреля 2016 года, и техническим стандартам по электромагнитной безопасности транспортных средств, вступившим в силу 1 августа 2016 года (какие именно прошли изменения, не уточняется). Цена обновлённой модели варьировалась от 1 566 000 до 1 888 920 иен. 9 февраля 2017 года автомобиль прошёл более серьёзный рестайлинг. Модели 15M, 15G, 16M и 16G получили в качестве стандартного оборудования пакет Safety Package, включающий систему экстренного торможения, систему предупреждения о сходе с полосы и систему динамического контроля устойчивости автомобиля. Внешние изменения включают в себя новый передний бампер и решётку радиатора. В салоне слегка изменился перчаточный ящик. Модели 15G и 16G получили на задних дверях, задних маленьких окнах багажника и на пятой двери стёкла с защитой от ультрафиолетового излучения. Были также слегка перенастроены положение заднего сиденья и углы наклона сидений.

## Дизайн и конструкция

### Экстерьер и интерьер

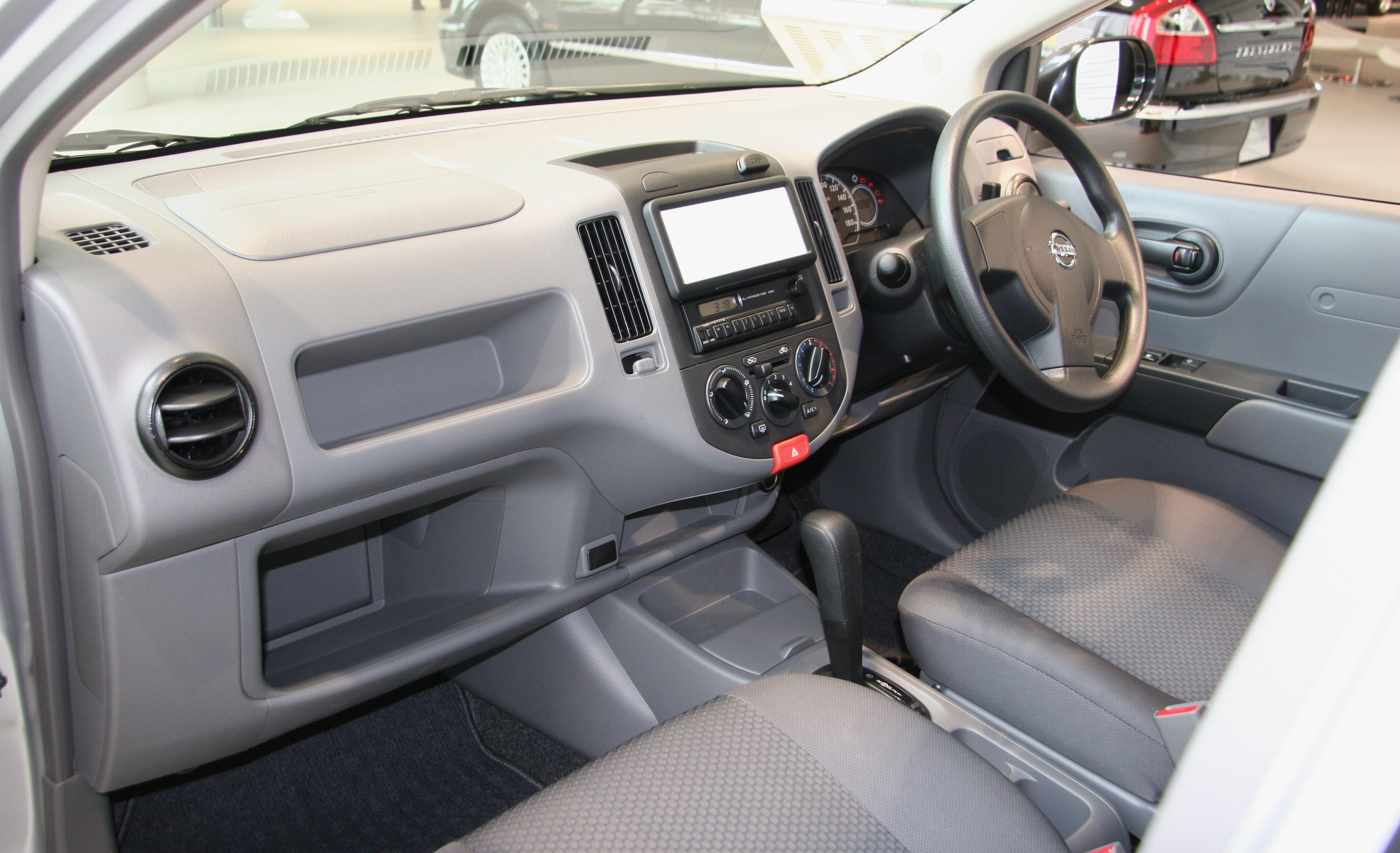
Интерьер (AD Expert)

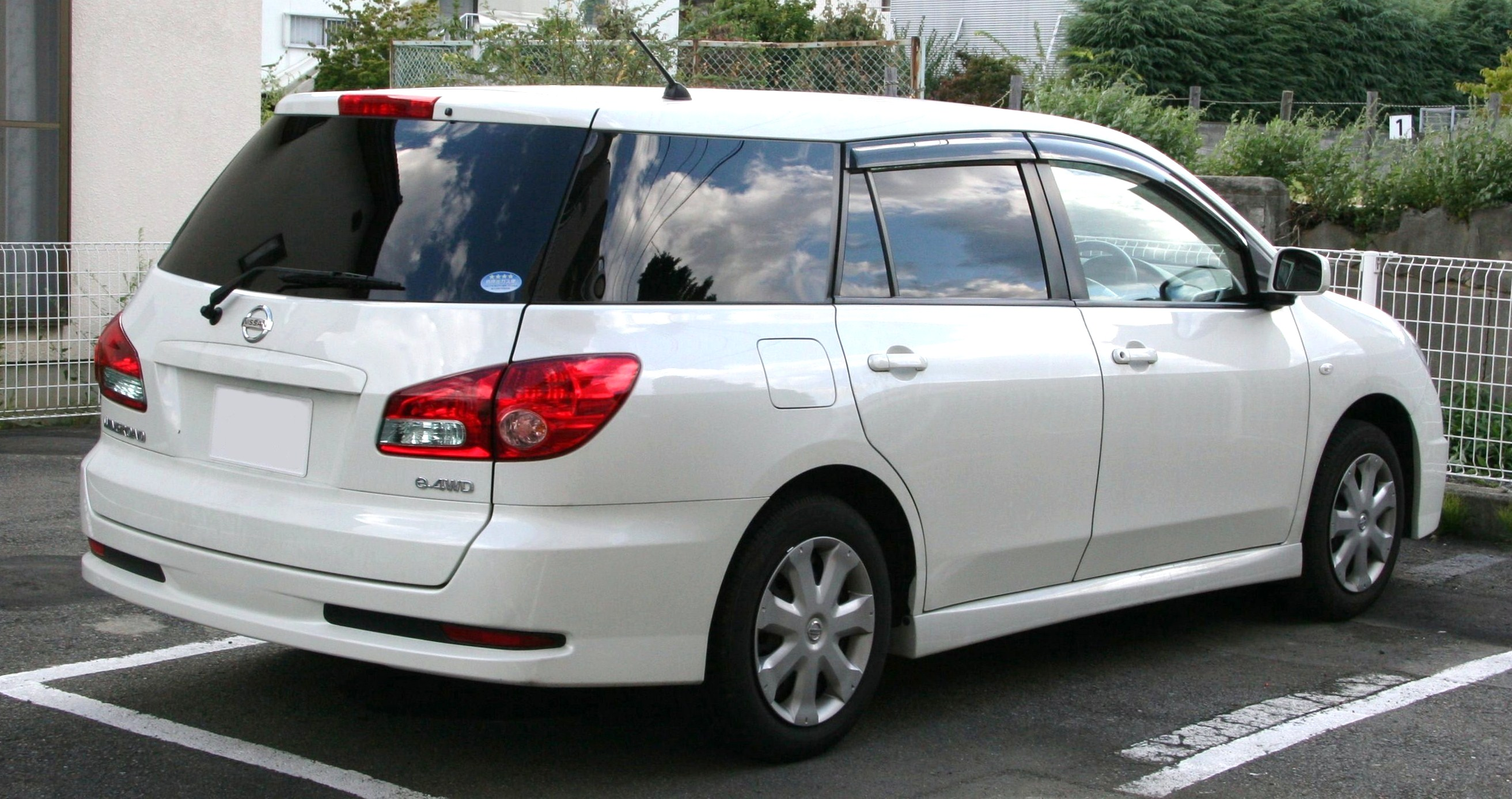
Вид сзади (Wingroad)

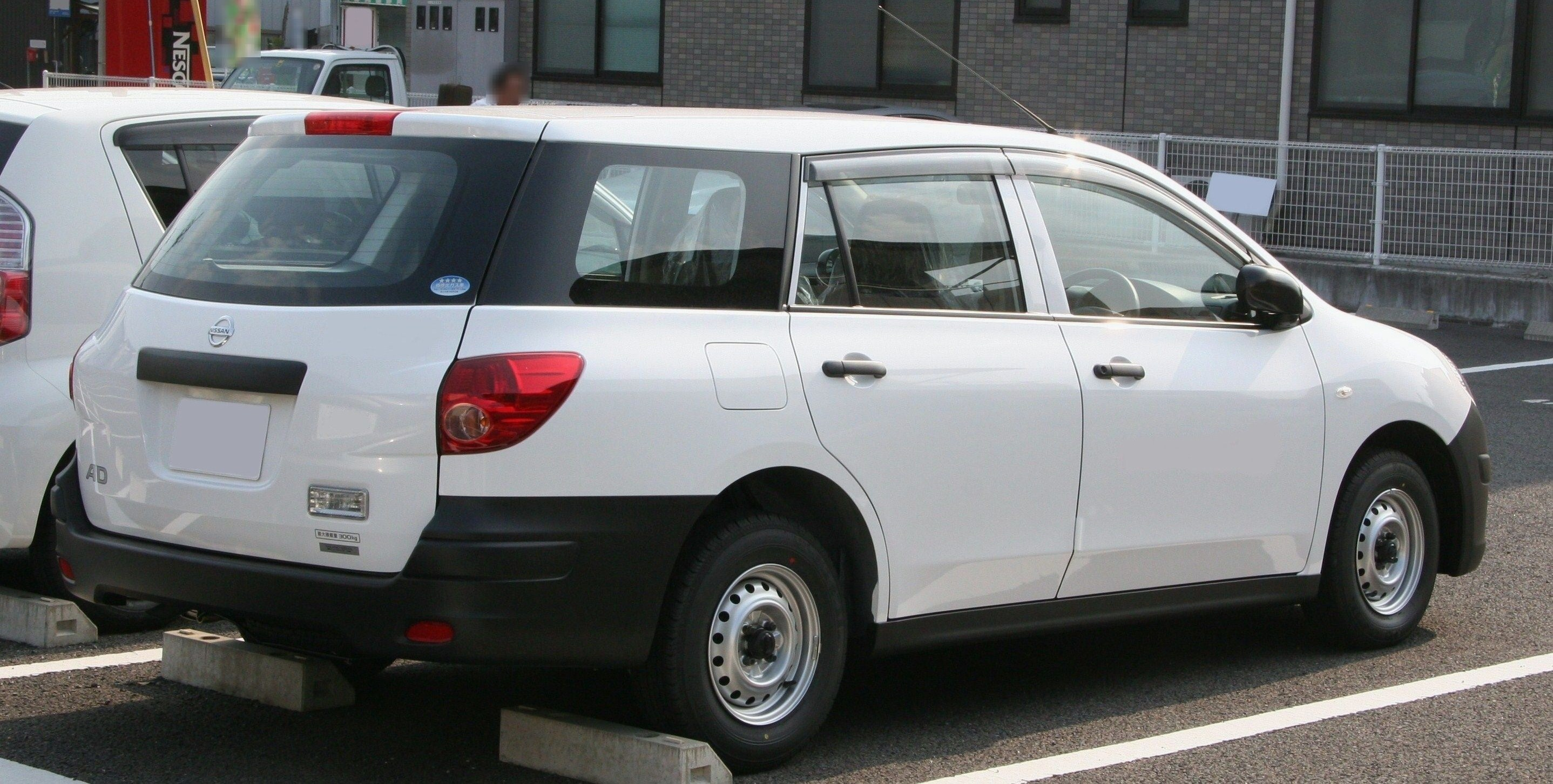
Вид сзади (AD)

Согласно официальному пресс-релизу, посвящённому выпуску модели, Wingroad был разработан на основе концепции «стильного и практичного компактного универсала». Дизайн экстерьера автомобиля сочетает стиль и спортивность, а также подчёркивает функциональность универсала. Боковая линия кузова напоминает хвост метеорита. Изогнутая верхняя линия боковых окон подчёркивает единство пассажирского и багажного отделения автомобиля. Задняя часть автомобиля имеет объёмную «трёхмерную» форму. Дизайн стоек кузова сделан так, чтобы казалось, что только A-стойки поддерживают кузов. Сделано это было с помощью покраски B-стоек в чёрный цвет.
Концепция интерьера — «низкопрофильный и сверхкруглый». Примером воплощения этой концепции может служить приборная панель с относительно простым, но при этом спортивным дизайном и множеством круглых форм. Такой дизайн создаёт, по словам компании, «ощущение открытого, воздушного салона». Упор в интерьере также сделан и на функциональность и практичность. Задний ряд сидений сдвигается вперёд и назад на 120 мм, а спинку заднего дивана можно наклонить в десять различных положений (максимальное значение — 40 градусов от пола багажника). Более того, складывать задний ряд можно с помощью дистанционного управления. Передние сиденья также можно откидывать назад, в результате чего создаётся ровный пол. При сдвинутых назад задних сиденьях объём багажника составляет 412 литров, что, согласно пресс-релизу, больше, чем у конкурентов. В самой задней части багажника есть небольшая откидная спинка, которая при откидывании превращает край багажника в сиденье скамеечного типа позволяет сидеть на нём. То, что сначала кажется полом багажника, на самом деле представляет из себя съёмные крышки четырёх полок, расположенных ниже. Вместительность полок составляет около 100 литров в переднеприводной версии. Крышки полок легко снимаются и могут легко быть отмыты от грязи, что позволяет перевозить в автомобиле мокрые или грязные предметы. В салоне автомобиля также есть множество мест для хранения вещей. В качестве опций были доступны камера боковых слепых зон (выводит на экран центральной консоли при парковке картинку, показывающую ситуацию по бокам автомобиля) и камера заднего вида.
Интерьер моделей AD и AD Expert мало чем отличается от интерьера Wingroad, однако разница всё же есть: в модели AD имеется откидной столик, который, например, позволяет поставить на него ноутбук. Как заявляет компания, AD и AD Expert обладают лучшими в своём классе длиной и высотой грузового отсека.

### Комплектации
По состоянию на ноябрь 2016 года AD предлагался в двух комплектациях: DX и VE в сочетании либо с 1,5-литровым двигателем и с передним приводом, либо с 1,6-литровым двигателем и полным приводом. AD Expert предлагался в версиях GX (1,5/1,6-литровый двигатель на выбор), LX и VX (все с 1,5-литровым мотором). В стандартное оборудование всех моделей входили: лобовое стекло с защитой от ультрафиолетового излучения, заднее стекло с теплоизоляцией, антибликовые зеркала заднего вида, функция экономии заряда аккумулятора (лампы подсветки номера и фары автоматически отключаются), антибактериальное покрытие рулевого колеса и рычага переключения передач, электроусилитель рулевого управления, регулируемое по высоте рулевое колесо, звуковые и визуальные предупреждения (забытый ключ, включённые фары, невключённый ручной тормоз, открытые двери, непристёгнутый ремень водителя), подсветка пепельницы, ручки для держания над окнами, крючки для багажа, розетка, возможность регулировки угла наклона спинок сидений, солнцезащитные козырьки для водителя и переднего пассажира, передние дверные карманы, дверные подлокотники, коврики из винилхлорида для багажного отделения, лампы освещения багажника, возможность сложить заднее сиденье, запасное колесо, трёхточечные ремни безопасности с ELR и дверные замки для безопасности детей. В качестве опций от дилеров предлагались: блок ETC для автоматической оплаты проезда, оригинальная навигационная система Nissan MJ116D-A + магнитола/камера заднего вида, оригинальная аудиосистема Nissan, система автоматического освещения салона, встроенные в передний бампер противотуманные фары, система очистки воздуха, резиновые напольные коврики и брызговики.

### Технические характеристики
В основе универсалов Wingroad и AD лежит платформа Nissan B, разработанная японской компанией совместно с Renault. Эту платформу модель делит с Tiida, Tiida Latio, Note и Micra. Передняя подвеска — стоечного типа, задняя — H-образная торсионная балка. Амортизаторы обладают регулировкой жёсткости, что обеспечивает более плавный ход. Привод модели — передний либо полный. Рулевое управление реечного типа. Wingroad комплектовался 1,5-литровым мотором HR15DE либо 1,8-литровым мотором MR18DE, оба двигателя он делит с вышеупомянутой моделью Tiida. AD/AD Expert на старте продаж комплектовался теми же моторами, а также 1,2-литровым CR12DE (впоследствии исключён из гаммы двигателей). Позже появился 1,6-литровый мотор HR16DE. Модели с 1,5-литровым мотором комплектуются вариатором, а модели с 1,6 и 1,8-литровыми моторами — четырёхступенчатым автоматом.

## Обзоры и оценки
Японское издание «MOTA» провело тест тогда ещё совсем нового автомобиля в декабре 2005 года. Как отметило издание, «Wingroad — это японский универсал для Японии». Из-за кризиса японского автомобильного рынка, вызванного общей экономической ситуацией в Японии, сложившейся с начала 1990-х годов, абсолютное большинство новых автомобилей в Японии стали создаваться с прицелом и на зарубежные рынки, но Wingroad оказался полной противоположностью. Дизайн модели и её практичность были хорошо приняты редакцией, так же как обзорность и шумоизоляция. Однако, управляемость была признана «неудовлетворительной» из-за искусственной тяжести. В целом модель была оценена положительно. Изданию «WebCG» автомобиль также понравился, в особенности отличный от предыдущей модели дизайн и широкий спектр возможностей трансформации салона (регулируемые сиденья). Тем не менее редакторы отметили немного низковатые спинки сидений. Несколько неудобной оказалась и работа вариатора: в версии 15RX при нажатии на газ возникает рывок, а в версии 18RX ручной режим вариатора неудобно включать, а при включении заднего хода он опять возвращается в автоматический режим. Ощущения от езды на обоих автомобилях были разные, поскольку из-за разных двигателей подвеска настраивалась компанией по-разному: в версии 15RX за счёт мягких пружин автомобиль ощущался «спокойным», чем походил на модель Note. Версия 18RX, наоборот, была более жёсткой, но при этом с более контролируемыми кренами кузова. В целом автомобиль понравился редакции: «Это был один из тех автомобилей, которые заставили меня остро ощутить разрыв между представлениями современной молодежи об автомобилях и моими собственными представлениями, которые теперь далеки от них» (тестировавший автомобили редактор был уже в возрасте).

## Отзывные кампании
16 ноября 2011 года Nissan подала заявку в Министерство земли, инфраструктуры, транспорта и туризма Японии заявку об отзы́ве 483 автомобилей Wingroad, AD, Mazda Familia Van и Mitsubishi Lancer Cargo, выпущенных с 1 по 11 ноября 2011 года. Из-за неправильной сборки выключателя стоп-сигнала он может мешать нормальной работе педали тормоза, что приводит к непредвиденному торможению автомобиля. В объявленном бесплатном ремонте автомобилей им должны были отрегулировать положение выключателя стоп-сигнала. Всего было зафиксировано три случая влияния дефектного выключателя на педаль, все они поступили от производителей-поставщиков комплектующих. 6 сентября 2018 года был объявлен более масштабный отзыв автомобилей — Nissan отозвала 38 533 машины, выпущенных с 22 декабря 2016 по 15 февраля 2018 года. Среди них: Wingroad, AD, NV200 Vanette, NV350 Caravan и Atlas.  Причиной этой кампании стали дефектные пружины в замке зажигания. Некоторые пружины для фиксации положения замка зажигания были повреждены в процессе формовки из-за ненадлежащего обслуживания формовочного оборудования. В результате такие пружины могут быть повреждены в результате многократных нажатий на ключ зажигания, и если кроме ключа на кольце-держателе будут висеть тяжёлые предметы, то вибрация во время движения может привести к тому, что ключ зажигания повернется в положение, отличное от положения ON, что в свою очередь отключит электропитание автомобиля и остановит двигатель. Если в таком состоянии произойдет авария, подушки безопасности могут не сработать. Сообщений о подобных случаях не поступало, но о дефекте сообщил неназванный поставщик комплектующих для Nissan.

## Продажи (Wingroad)
| Календарный год (продажи указаны в тысячах автомобилей) | Календарный год (продажи указаны в тысячах автомобилей) | Календарный год (продажи указаны в тысячах автомобилей) | Календарный год (продажи указаны в тысячах автомобилей) | Календарный год (продажи указаны в тысячах автомобилей) | Календарный год (продажи указаны в тысячах автомобилей) | Календарный год (продажи указаны в тысячах автомобилей) | Календарный год (продажи указаны в тысячах автомобилей) | Календарный год (продажи указаны в тысячах автомобилей) | Календарный год (продажи указаны в тысячах автомобилей) | Итого |
| 2006                                                    | 2007                                                    | 2008                                                    | 2009                                                    | 2010                                                    | 2011                                                    | 2012                                                    | 2013                                                    | 2014                                                    | 2015                                                    | Итого |
| ------------------------------------------------------- | ------------------------------------------------------- | ------------------------------------------------------- | ------------------------------------------------------- | ------------------------------------------------------- | ------------------------------------------------------- | ------------------------------------------------------- | ------------------------------------------------------- | ------------------------------------------------------- | ------------------------------------------------------- | ----- |
| 35                                                      | 25                                                      | 17                                                      | 13                                                      | 10                                                      | 7                                                       | 7                                                       | 6                                                       | 5                                                       | 4                                                       | 129   |

Согласно статистике, с января 2006 по декабрь 2015 года было продано 129 тысяч универсалов Wingroad, причём большинство из них удалось реализовать с 2006 по 2010 год, после чего в год продавалось меньше 10 тысяч автомобилей.